# بانسگاری
بانسگاری (به لاتین: Bansgari) یک روستا در بنگلادش است که در استان باریسال و در ناحیه باریسال واقع شده است.